# POLIN - Bảo tàng lịch sử về người Do Thái Ba Lan
Bảo tàng Lịch sử người Do Thái Ba Lan POLIN (tiếng Ba Lan: Muzeum Historii Żydów Polskich) là một bảo tàng tại địa điểm của Khu Do Thái Warszawa cũ. Từ tiếng Do Thái Polin trong tên tiếng Anh của bảo tàng có nghĩa là "Ba Lan" hoặc "nghỉ ngơi tại đây" và liên quan đến một truyền thuyết về sự xuất hiện của người Do Thái đầu tiên đến Ba Lan.
Bảo tàng được thành lập vào năm 2005 và chính thức khánh thành vào tháng 4 năm 2013. Triển lãm nòng cốt được mở cửa vào tháng 10 năm 2014 và các tính năng một cuộc triển lãm đa phương tiện về cộng đồng Do Thái ở Ba Lan trong 1000 năm cho đến Chiến tranh thế giới thứ hai và Holocaust.
Tòa nhà bảo tàng theo kiến trúc hậu hiện đại bằng thủy tinh, đồng và bê tông, được thiết kế bởi kiến trúc sư người Phần Lan Rainer Mahlamäki và Ilmari Lahdelma.

## Lịch sử

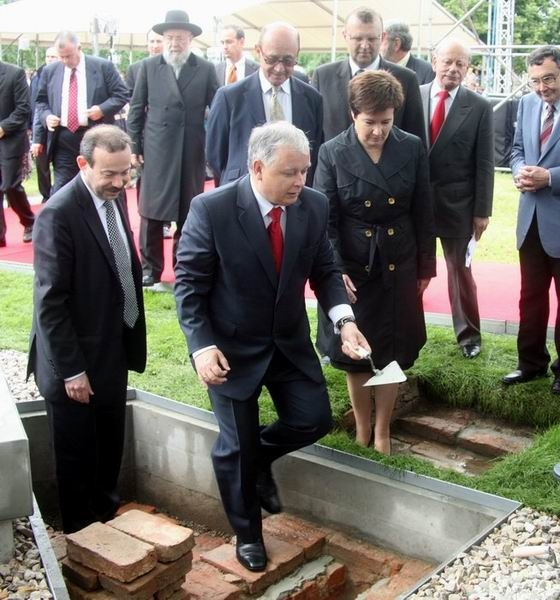
Tổng thống Ba Lan Lech Kaczyński tại lễ khởi công Bảo tàng POLIN, ngày 26 tháng 6 năm 2007

Ý tưởng tạo ra một bảo tàng mới lớn ở Warsaw dành riêng cho lịch sử của người Do Thái Ba Lan được khởi xướng vào năm 1995 bởi Hiệp hội của Viện lịch sử Do Thái Ba Lan. Trong cùng năm đó, Hội đồng thành phố Warsaw đã giao đất cho chủ ý này ở Muranów, khu Do Thái thời tiền chiến của Warsaw và khu Warsaw Ghetto cũ, đối mặt với Đài tưởng niệm các anh hùng Warsaw Ghetto. Năm 2005, Hiệp hội Viện lịch sử Do Thái Ba Lan đã thiết lập quan hệ đối tác công-tư với Bộ Văn hóa và Di sản quốc gia Ba Lan và Thành phố Warsaw. Giám đốc đầu tiên của Bảo tàng là Jerzy Halbersztadt. Vào tháng 9 năm 2006, một chiếc lều được thiết kế đặc biệt có tên Ohel (từ tiếng Do Thái có nghĩa là lều) đã được dựng lên để trưng bày và các sự kiện tại vị trí tương lai của bảo tàng.
Một cuộc thi kiến trúc quốc tế để thiết kế tòa nhà đã được phát động vào năm 2005, được hỗ trợ bởi một khoản trợ cấp từ Bộ Văn hóa và Di sản Quốc gia. Vào ngày 30 tháng 6 năm 2005, người chiến thắng đã được ban giám khảo công bố là đội của hai kiến trúc sư người Phần Lan, Rainer Mahlamäki và Ilmari Lahdelma. Vào ngày 30 tháng 6 năm 2009, việc xây dựng tòa nhà đã chính thức được khánh thành. Dự án đã hoàn thành trong 33 tháng với chi phí 150 triệu zloty do Bộ và Thành phố phân bổ,  với tổng chi phí là 320 triệu zloty. Nó được hỗ trợ tài chính bởi các quỹ hàng năm từ Bộ Văn hóa Ba Lan và Hội đồng thành phố Warsaw.
Tòa nhà mở cửa và bảo tàng bắt đầu các chương trình văn hóa và giáo dục vào ngày 19 tháng 4 năm 2013, nhân dịp kỷ niệm 70 năm cuộc nổi dậy Warsaw Ghetto. Trong 18 tháng sau đó, hơn 180.000 du khách đã tham quan tòa nhà, tham quan các triển lãm tạm thời đầu tiên và tham gia các chương trình và sự kiện văn hóa và giáo dục, bao gồm chiếu phim, tranh luận, hội thảo, biểu diễn, hòa nhạc và diễn thuyết. Lễ khai mạc, với Triển lãm nòng cốt đã hoàn thành, diễn ra vào ngày 28 tháng 10 năm 2014. Các tài liệu triển lãm nòng cốt và kỷ niệm lịch sử hàng ngàn năm của cộng đồng Do Thái ở Ba Lan đã bị tàn sát bởi cuộc thảm sát Holocaust.
Năm 2016, bảo tàng đã giành giải thưởng Bảo tàng của năm tại Châu Âu từ Diễn đàn Bảo tàng Châu Âu.

## Xây dựng
Bảo tàng phải đối diện với đài tưởng niệm kỷ niệm cuộc nổi dậy Warsaw Ghetto năm 1943. Người chiến thắng trong cuộc thi kiến trúc là Rainer Mahlamäki, của studio kiến trúc 'Lahdelma & Mahlamäki Oy ở Helsinki, người có thiết kế được chọn từ 100 bài dự thi cuộc thi kiến trúc quốc tế. Công ty Kuryłowicz & Associates của Ba Lan chịu trách nhiệm xây dựng. Kiến trúc bên ngoài tối giản của tòa nhà được ốp bằng vây kính và lưới đồng. Lụa được chắn trên kính là chữ Polin, bằng chữ Latinh và tiếng Do Thái. 

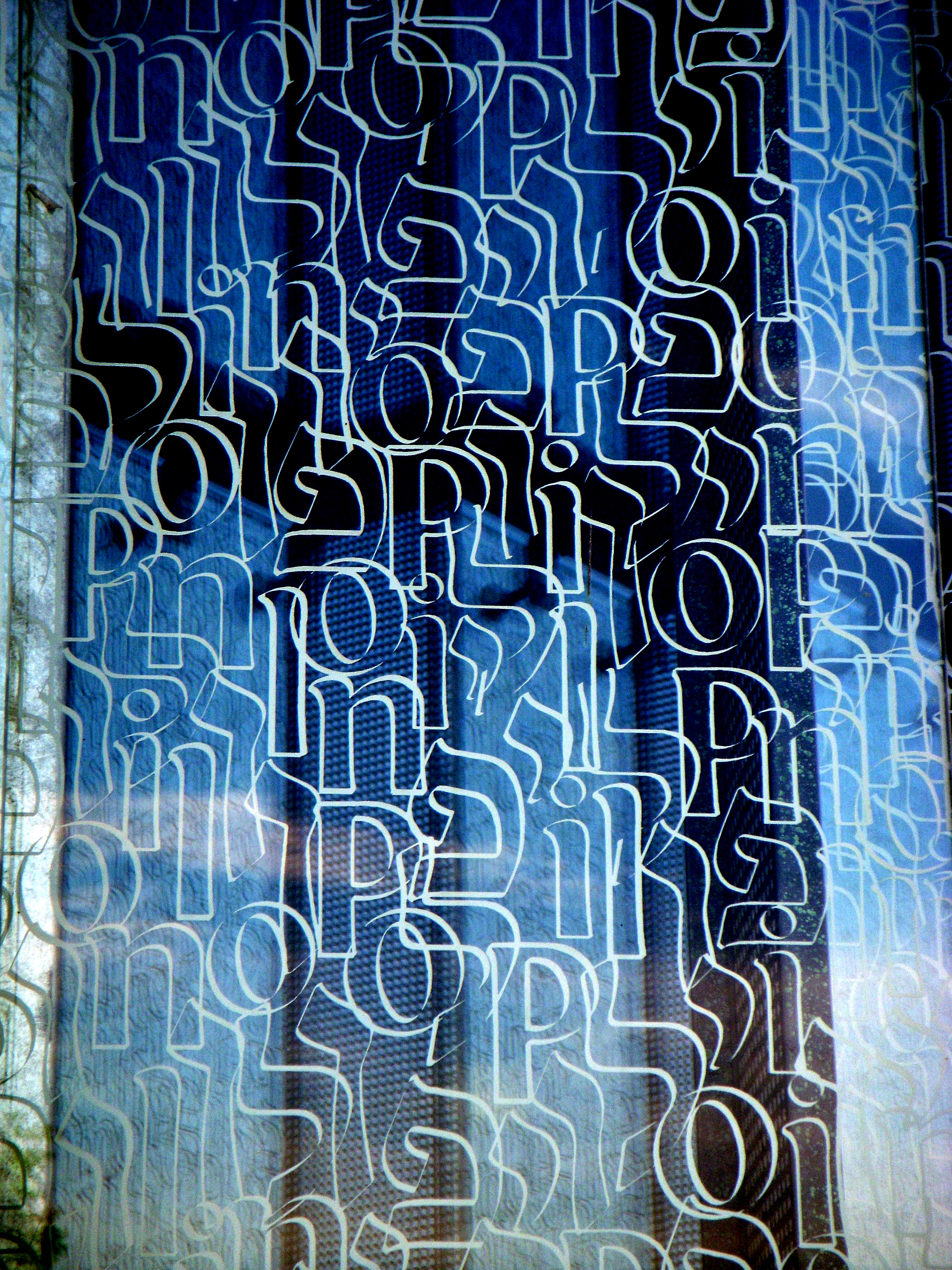
Chữ cái tiếng Do Thái và tiếng Latin của từ Polin

Các nét đặc trưng của trung tâm của tòa nhà là lối vào đại sảnh của nó có hình dạng như những cái hang. Sảnh chính tạo thành một bức tường cao, nhấp nhô. Không gian trống là biểu tượng của những vết nứt trong lịch sử của người Do Thái Ba Lan. Có hình dạng tương tự như hẻm núi, có thể là một tham chiếu đến việc vượt qua Biển Đỏ được biết đến từ Exodus. Bảo tàng rộng gần 13.000 m2 không gian có thể sử dụng. Ở tầng thấp nhất, dưới tầng hầm của tòa nhà sẽ được đặt một triển lãm chính về lịch sử của người Do Thái từ thời trung cổ đến thời hiện đại. Tòa nhà bảo tàng cũng có một khán phòng đa năng với 480 chỗ ngồi, phòng triển lãm tạm thời, trung tâm giáo dục, trung tâm thông tin, phòng chơi cho trẻ em, quán cà phê, cửa hàng, và trong nhà hàng cho người ăn kiêng tương lai.
Vì bảo tàng giới thiệu toàn bộ lịch sử của người Do Thái ở Ba Lan, không chỉ thời kỳ chiếm đóng của Đức, nhà thiết kế muốn tránh sự tương đồng với các bảo tàng Holocaust hiện tại (như Bảo tàng Do Thái ở Berlin và bảo tàng tại Yad Vashem) có cấu trúc bê tông khắc khổ. Các kiến trúc sư giữ cho bảo tàng có màu cát, mang lại cảm giác dễ tiếp cận hơn.

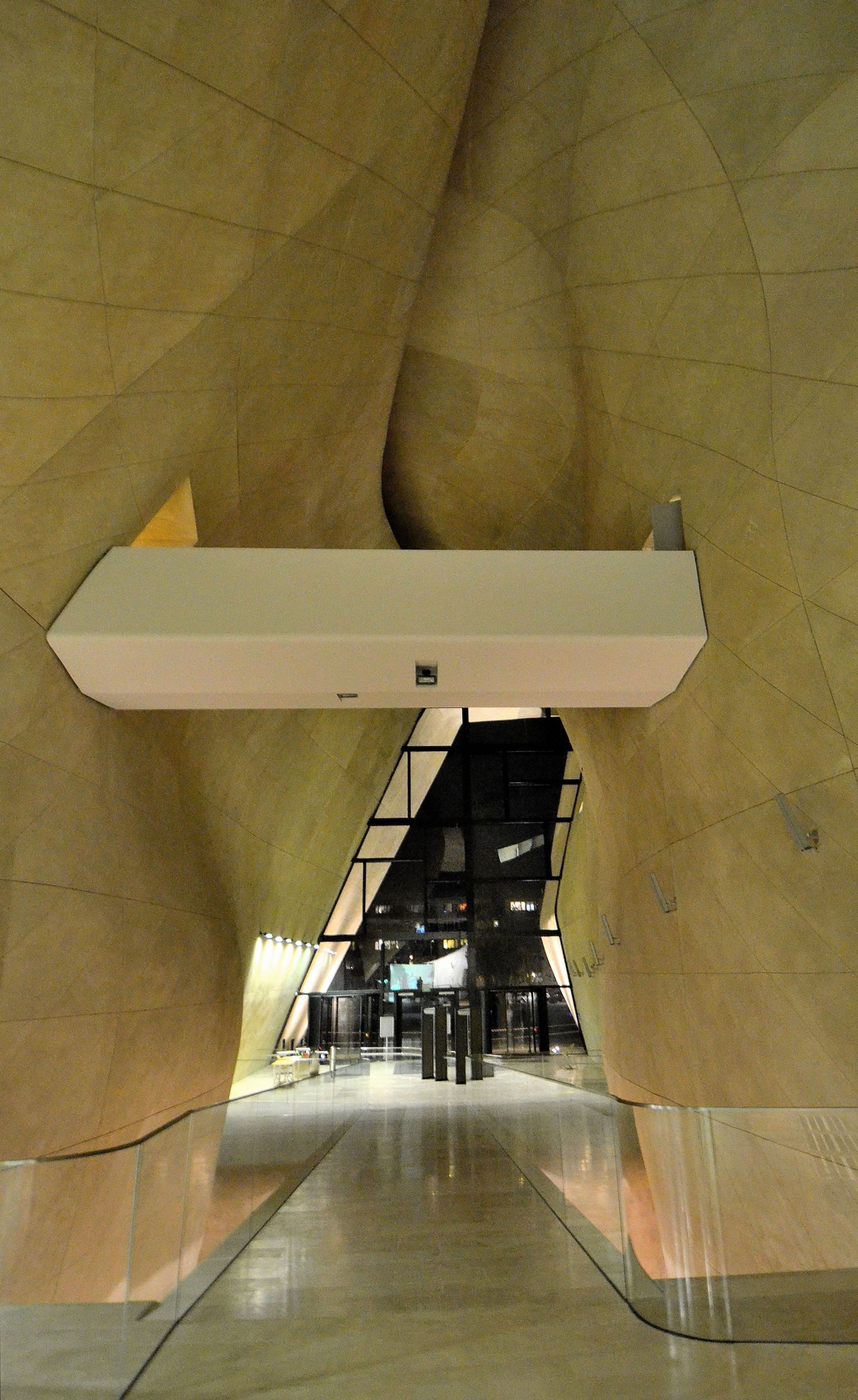
Sảnh chính

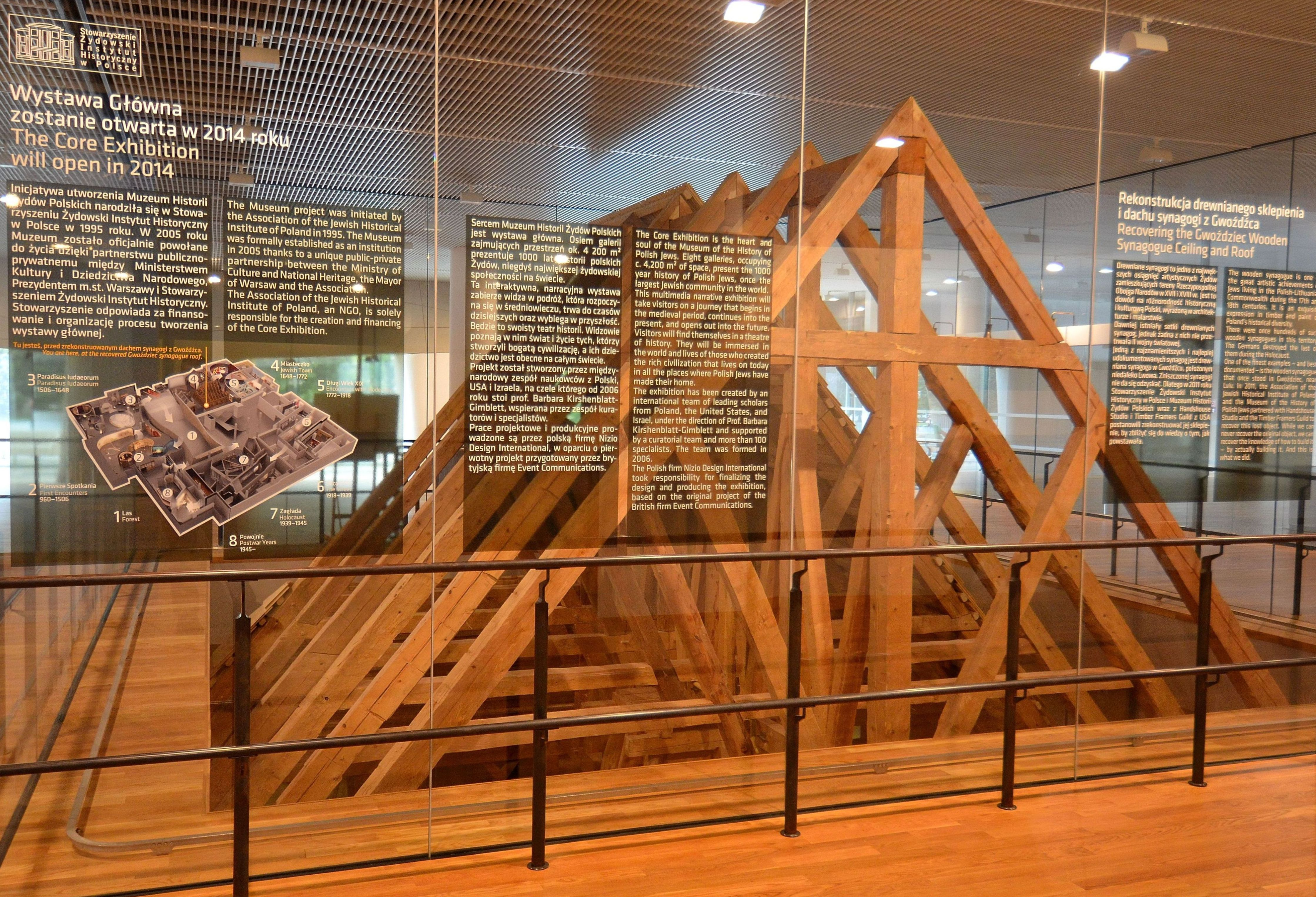
Tái thiết mái nhà giáo đường Gwoździec

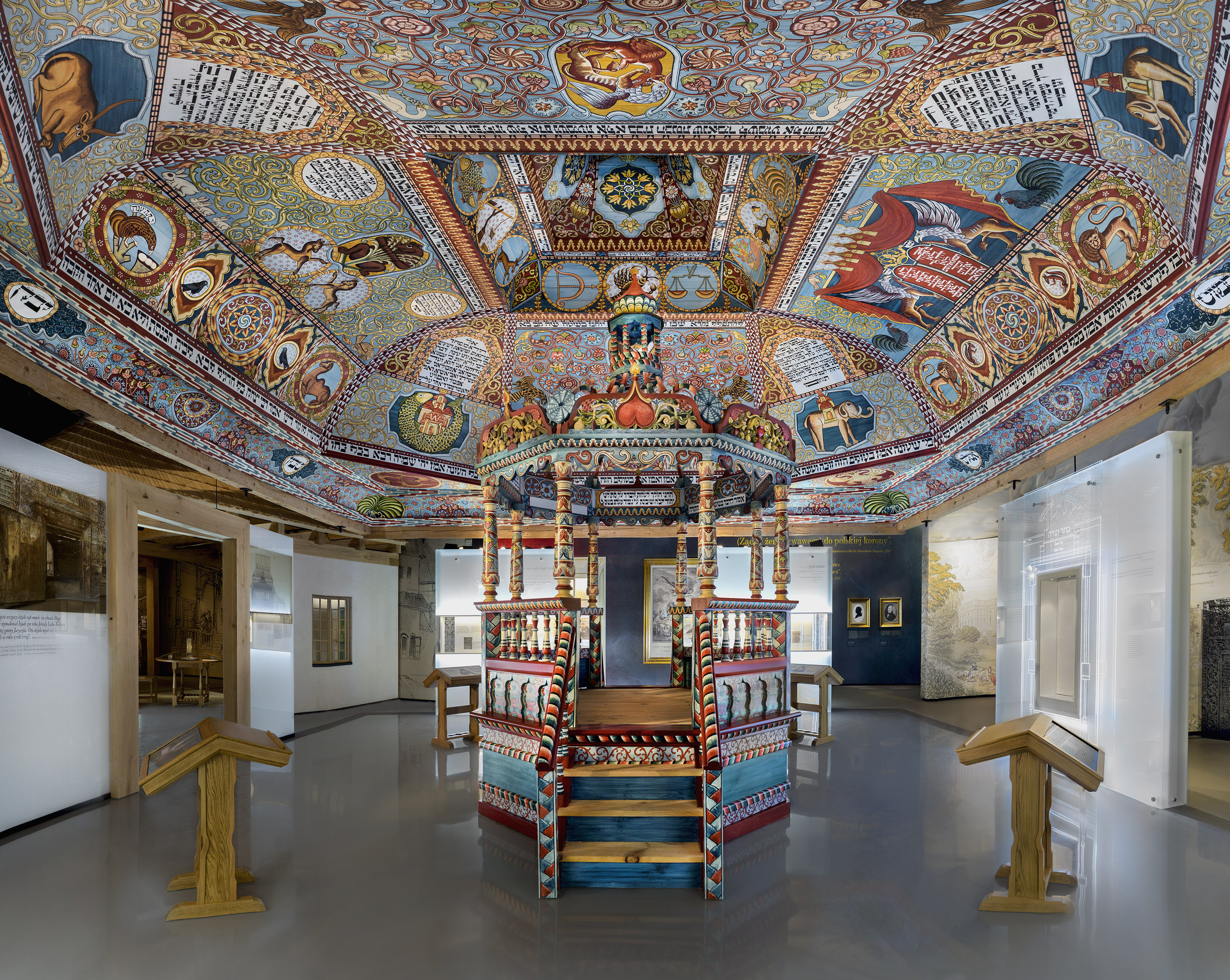
Xây dựng lại vòm và bimah trong Bảo tàng Lịch sử của người Do Thái Ba Lan

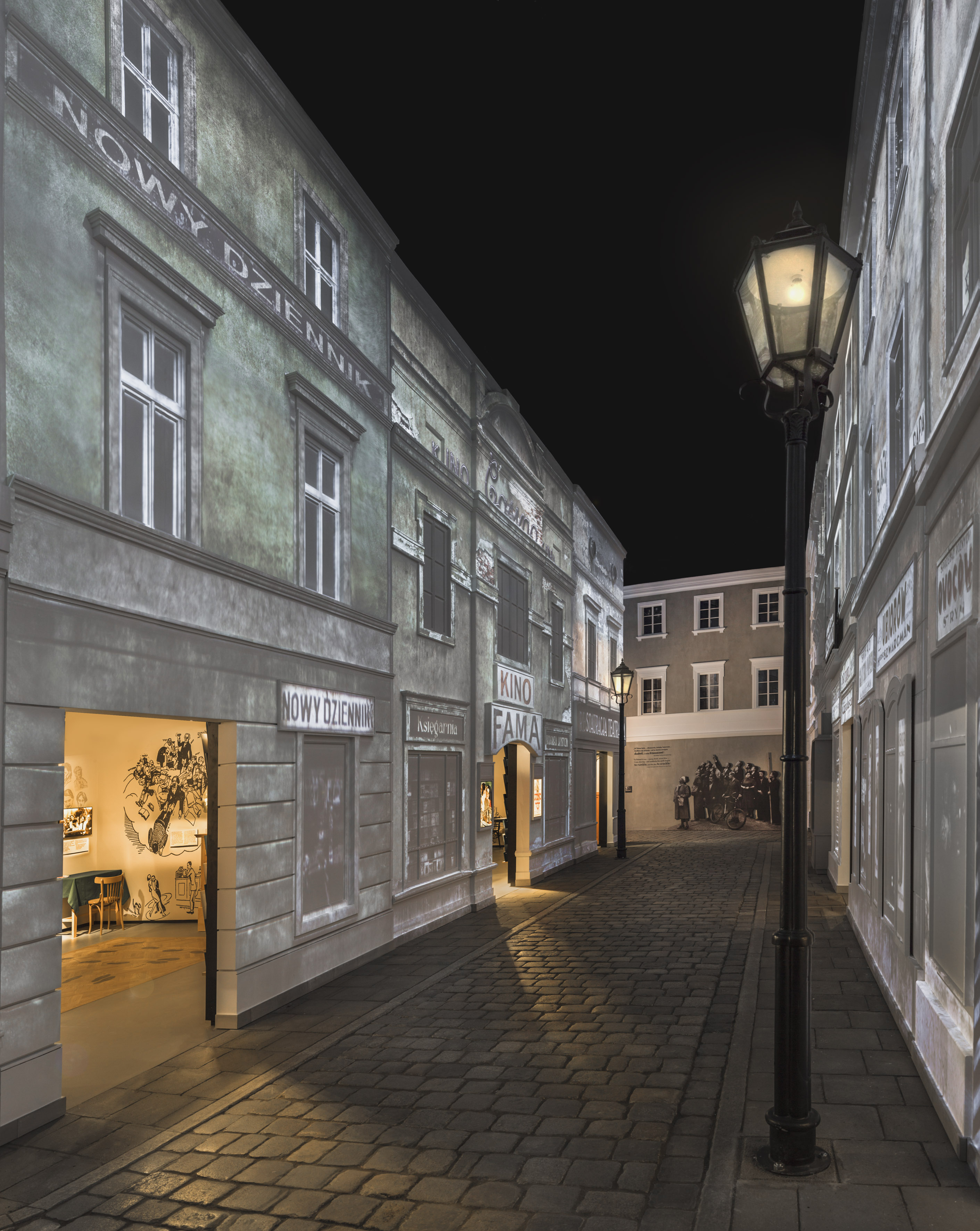
Bộ sưu tập "Trên đường Do Thái" với lối vào phòng triển lãm

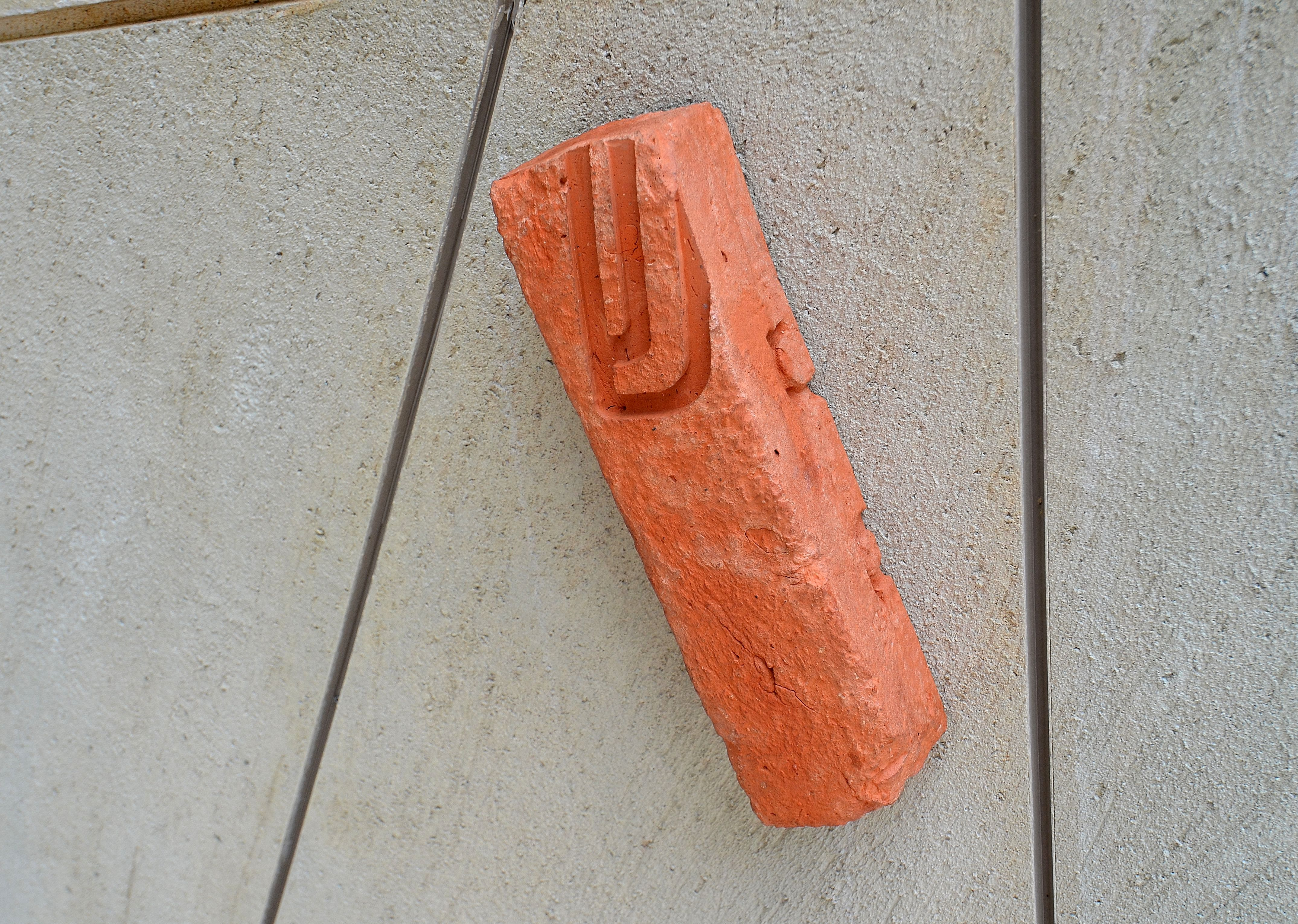
Mezuzah truyền thống ở lối vào

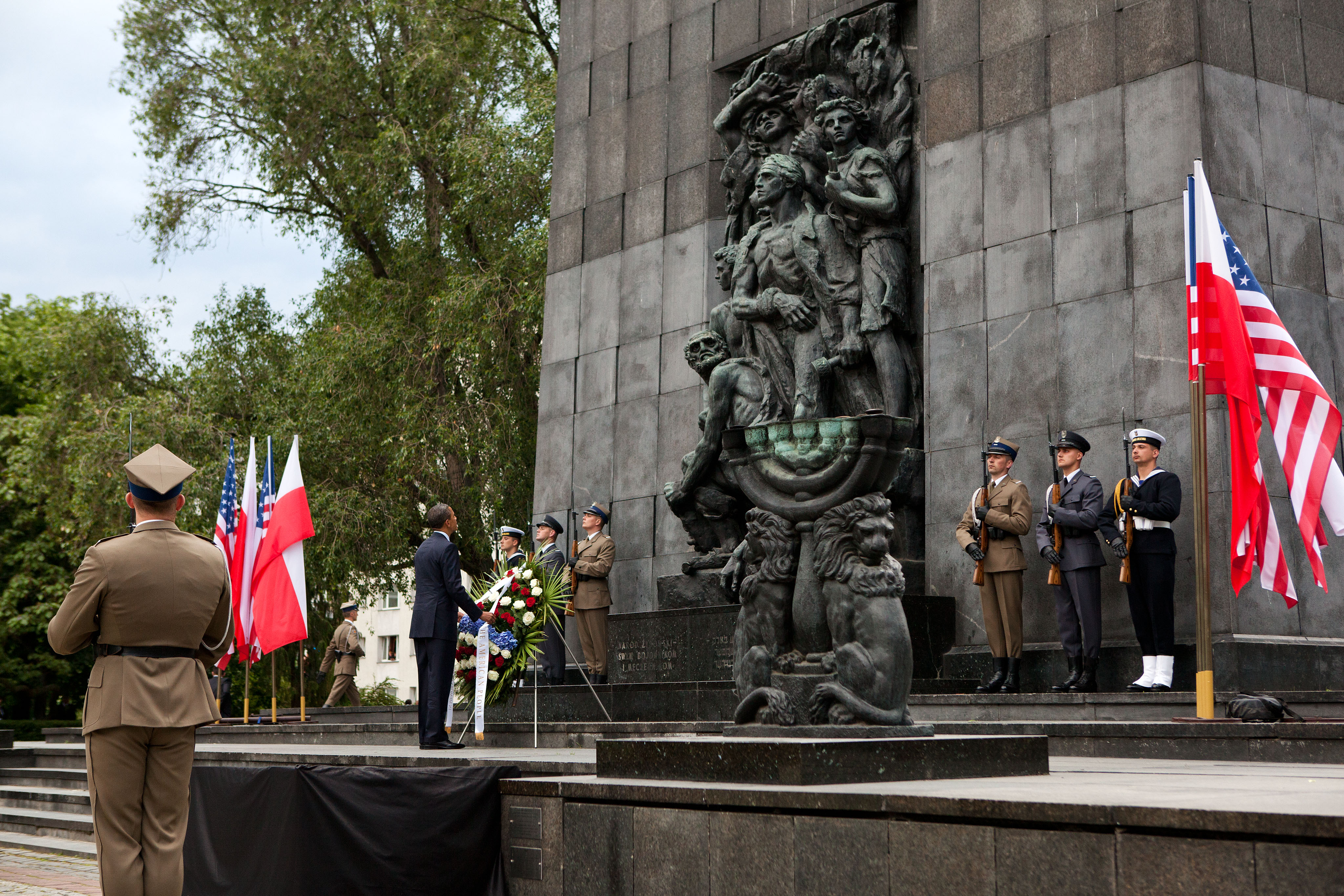
Đối diện với Bảo tàng, là Đài tưởng niệm các anh hùng Ghetto

Năm 2008, thiết kế của bảo tàng đã được trao Giải thưởng Kiến trúc Quốc tế Chicago Athenaeum. Năm 2014, nhà thiết kế Rainer Mahlamäki đã được trao Giải thưởng Kiến trúc Phần Lan cho thiết kế bảo tàng của ông.

## Cơ cấu tổ chức
Nhóm hàn lâm của Triển lãm nòng cốt bao gồm Barbara Kirshenblatt-Gimblett (Giám đốc chương trình) của Đại học New York, Hanna Zaremska của Viện Lịch sử của Viện Hàn lâm Khoa học Ba Lan, Adam Teller của Đại học Brown, Igor Kąkolewski của Đại học Warmia và Mazury, Marcin Wodziński của Đại học Wrocław, Samuel Kassow của Trinity College, Barbara Engelking và Jacek Leociak thuộc Trung tâm nghiên cứu Holocaust Ba Lan tại Học viện Khoa học Ba Lan, Helena Datner của Viện lịch sử Do Thái và Stanisław Krajewski của Đại học Warsaw. Antony Polonsky của Đại học Brandeis là nhà sử học chính của Triển lãm nòng cốt.
Những người bạn Mỹ của Bảo tàng POLIN về Lịch sử của người Do Thái Ba Lan là một tổ chức phi lợi nhuận có trụ sở tại Hoa Kỳ hỗ trợ việc xây dựng của Bảo tàng.
Vào ngày 17 tháng 6 năm 2009, bảo tàng đã ra mắt cổng thông tin Virtual Shtetl, nơi thu thập và cung cấp quyền truy cập vào thông tin cần thiết về cuộc sống của người Do Thái ở Ba Lan trước và sau Holocaust ở Ba Lan. Cổng thông tin hiện có hơn 1.240 thị trấn với bản đồ, số liệu thống kê và phòng trưng bày hình ảnh dựa trên thước đo lớn về tài liệu được cung cấp bởi những người đam mê lịch sử địa phương và cư dân cũ của những nơi đó.

## Triển lãm nòng cốt
Triển lãm nòng cốt chiếm hơn 4000 m2. Nó bao gồm tám phòng trưng bày tài liệu và kỷ niệm lịch sử hàng ngàn năm của cộng đồng Do Thái ở Ba Lan - từng là cộng đồng Do Thái lớn nhất trên thế giới - gần như đã bị phá hủy hoàn toàn trong Holocaust. Triển lãm bao gồm một bài truyền thông đa phương tiện với các hệ thống tương tác, tranh vẽ và lịch sử truyền miệng, trong số các nét đặc trưng khác được tạo ra bởi hơn 120 học giả và người phụ trách. Một vật phẩm là bản sao của mái và trần của giáo đường Gwoździec thế kỷ 17.

## Phòng trưng bày

### Rừng
Phòng trưng bày này kể câu chuyện về cách chạy trốn khỏi cuộc đàn áp ở Tây Âu, người Do Thái đã đến Ba Lan. Trong một nghìn năm tới, đất nước này sẽ trở thành ngôi nhà lớn nhất châu Âu cho cộng đồng Do Thái.

### Những cuộc gặp gỡ đầu tiên (thế kỷ X -1507)
Phòng trưng bày này được dành cho những người định cư Do Thái đầu tiên ở Ba Lan. Du khách gặp Ibrahim ibn Jakub, một nhà ngoại giao người Do Thái đến từ Cordoba, tác giả của những ghi chú nổi tiếng trong chuyến đi đến Châu Âu. Một trong những thứ thú vị nhất được trình bày trong bộ sưu tập là câu đầu tiên được viết bằng tiếng Yiddish trong cuốn sách cầu nguyện năm 1272.

### Paradisus Iudasengum (1569-1648)
Phòng trưng bày này trình bày cách cộng đồng Do Thái được tổ chức và vai trò của người Do Thái trong nền kinh tế của đất nước. Một trong những yếu tố quan trọng nhất trong bộ sưu tập này là một mô hình tương tác của Kraków và Do Thái Kazimierz, cho thấy văn hóa phong phú của cộng đồng Do Thái địa phương. Du khách biết rằng sự khoan dung tôn giáo ở Ba Lan đã biến nó thành một " Paradisus Iudasengum " (thiên đường của người Do Thái). Thời kỳ hoàng kim này của cộng đồng Do Thái ở Ba Lan đã kết thúc với những cuộc tàn sát trong cuộc nổi dậy Khmelnitsky. Sự kiện này được tưởng nhớ bởi biểu tượng một túi lửa dẫn đến phòng trưng bày tiếp theo.
Tiêu đề của phòng trưng bày đã phải chịu một số lời chỉ trích và tranh luận của các học giả do căn nguyên chống đối của câu tục ngữ được lấy, một sự lên án từ thế kỷ 17 về "sự phổ biến tràn lan của những kẻ ngoại đạo".

### Thị trấn Do Thái (1648-1772)
Phòng trưng bày này trình bày lịch sử của người Do Thái Ba Lan cho đến thời kỳ của các phân vùng. Nó được thể hiện bằng một ví dụ về một thị trấn biên giới điển hình nơi người Do Thái chiếm một phần đáng kể trong dân số ở đó. Phần quan trọng nhất của phòng trưng bày này là một bản tái dựng độc đáo của mái và trần của Gwoździec, một giáo đường bằng gỗ nằm ở Ba Lan trước chiến tranh.

### Những cuộc gặp gỡ với sự hiện đại (1772-1914)
Phòng trưng bày này trình bày thời gian của các phân vùng khi người Do Thái chia sẻ số phận của xã hội Ba Lan bị chia cắt giữa Áo, Phổ và Nga. Triển lãm bao gồm vai trò của các doanh nhân Do Thái, như Izrael Kalmanowicz Poznański, trong cuộc cách mạng công nghiệp ở vùng đất Ba Lan. Du khách cũng tìm hiểu về những thay đổi trong các nghi lễ truyền thống của người Do Thái và các lĩnh vực khác của cuộc sống, và sự xuất hiện của các phong trào xã hội mới, tôn giáo và chính trị.

### Trên đường Do Thái (1914-1939)
Phòng trưng bày này được dành cho thời kỳ Cộng hòa Ba Lan thứ hai, được nhìn thấy như một thời kỳ hoàng kim thứ hai trong lịch sử của người Do Thái Ba Lan bất chấp những thách thức mà đất nước trẻ phải đối mặt. Một dòng thời gian đồ họa được thể hiện, chỉ ra nhiều sự kiện chính trị quan trọng nhất của thời kỳ giữa chiến tranh. Triển lãm cũng làm nổi bật phim, nhà hát và văn học Do Thái.

### Diệt chủng (1939-1944)
Phòng trưng bày này cho thấy bi kịch của Holocaust trong thời Đức chiếm đóng Ba Lan, dẫn đến cái chết của khoảng 90% trong số 3,3 triệu người Do Thái Ba Lan. Du khách được xem lịch sử của Warsaw Ghetto và giới thiệu với Emanuel Ringelblum và nhóm tình nguyện viên bí mật đi theo tên mã Oyneg Shabbos, người đã thu thập tài liệu và lấy lời khai và báo cáo về cuộc sống ở Ghetto trong thời kỳ chiếm đóng của Đức Quốc xã. Phòng trưng bày cũng miêu tả những nỗi kinh hoàng mà người Ba Lan trải qua trong Thế chiến II cũng như những phản ứng và phản ứng của họ đối với việc tiêu diệt người Do Thái.

### Những năm sau chiến tranh (1944-nay)
Phòng trưng bày cuối cùng cho thấy giai đoạn sau năm 1945, khi hầu hết những người sống sót sau Holocaust di cư vì nhiều lý do, bao gồm cả việc tiếp quản Ba Lan sau chiến tranh, sự thù địch của một số người dân Ba Lan và chống lại nhà nước bảo trợ Chiến dịch -Semitic được thực hiện bởi chính quyền cộng sản vào năm 1968. Một ngày quan trọng là năm 1989, đánh dấu sự kết thúc của sự thống trị của Liên Xô, tiếp theo là sự hồi sinh của một cộng đồng Do Thái nhỏ bé nhưng năng động ở Ba Lan.
Triển lãm được phát triển bởi một nhóm các học giả và chuyên gia bảo tàng quốc tế đến từ Ba Lan, Hoa Kỳ và Israel, kết hợp với đội ngũ phụ trách của Bảo tàng dưới sự chỉ đạo của GS. Barbara Kirshenblatt-Gimblett.